# Astatotilapia desfontainii
Astatotilapia desfontainii es una especie de peces de la familia cíclidos.
Tiene incubación bucal por las hembras.

## Morfología
La longitud máxima descrita es de 15 cm.

## Distribución y hábitat
Es un pez de agua dulce subtropical, bentopelágico, que vive a una temperatura entre 18º y 28º. Se distribuye por ríos africanos en Argelia y Túnez, entre 38° de latitud norte y 20º norte.
Su hábitat natural son manantiales de agua dulce, canales de riego y acequias. La localidad tipo de esta especie es Gafsa, en el centro de Túnez, donde antiguamente era muy abundante y común, pero que hoy en día sólo se encuentra una pequeña población en los canales de riego, por lo que se la considera en peligro de extinción.